# The Winchesters
The Winchesters és una sèrie de televisió de drama de fantasia fosca estatunidenca desenvolupada per Robbie Thompson i és un spin-off i preqüela de Supernatural. La sèrie es va estrenar l'11 d'octubre de 2022 a The CW. El primer episodi va rebre crítiques mixtes i positives de la crítica.

## Sinopsi
A la dècada de 1970, Dean Winchester narra la història de com els seus pares John Winchester i Mary Campbell es van conéixer, es van enamorar i van lluitar junts contra monstres mentre buscaven els seus pares desapareguts.

## Repartiment
- Meg Donnelly com Mary Campbell
- Drake Rodger com a John Winchester
- Nida Khurshid com a Latika Desai, una jove caçadora en formació[2]
- Jojo Fleites com a Carlos Cervantez, un lluitador confiat contra els dimonis[2]
- Demetria McKinney com Ada Monroe, propietària d'una llibreria que s'interessa per l'ocultisme[3]
- Bianca Kajlich com Millie Winchester, la mare de John[4]
- Jensen Ackles com a Dean Winchester (narrador)[5]
- Tom Welling com a Samuel Campbell[6]

## Producció
El 24 de juny de 2021, es va informar que una sèrie preqüela de Supernatural, titulada The Winchesters que se centraria en els pares de Sam i Dean, John i Mary, estava en desenvolupament a The CW. La sèrie és produïda per Jensen Ackles, la seua dona Danneel Ackles (que va interpretar a Anael a la sèrie) i l'escriptor de Supernatural Robbie Thompson. Jensen Ackles també repeteix el seu paper de Dean Winchester com a narrador. The CW va confirmar una comanda pilot per a la sèrie el 3 de febrer de 2022; el pilot va ser dirigit per Glen Winter.
El 21 de març de 2022, es va anunciar que Meg Donnelly i Drake Rodger van ser elegits com Mary i John. El 12 de maig de 2022, es va anunciar que The CW va ordenar la sèrie i es va estrenar l'11 d'octubre de 2022. L'agost de 2022, es va confirmar que Ackles repetiria el seu paper de Dean en una aparició física al primer episodi.